# 大江斉光
大江 斉光（おおえ の ただみつ/なりみつ）は、平安時代中期の公卿。中納言・大江維時の次男。官位は正三位・参議。

## 経歴
村上朝の天暦8年（954年）文章得業生に補せられると、天暦11年（957年）対策に及第し、式部丞を経て、天徳4年（960年）巡爵により従五位下・摂津権守に叙任される。
応和元年（961年）春宮・憲平親王の東宮学士となる一方で、応和4年（964年）権右少弁にも任ぜられる。康保3年（966年）従五位上・右少弁に昇進し、康保4年（967年）憲平親王が践祚（冷泉天皇）すると、今度は春宮・守平親王の学士を務めた。
安和2年（969年）正月に讃岐権介任ぜられて弁官を去るが、守平親王の践祚（円融天皇）に伴って同年9月に学士の労によって四階昇進して従四位上に叙せられる。その後、治部卿・治部卿・大学頭を歴任し、天延4年（976年）正四位下に昇叙される。のち散位となるが、貞元2年（977年）蔵人頭に抜擢されると、貞元3年（978年）右大弁、天元2年（979年）式部権大輔と次々に栄職を占め、天元4年（981年）参議兼式部大輔に任ぜられて公卿に列した。
天元5年（982年）従三位に叙せられる。この頃より毎年のように式部大輔の辞任を上表するが、なかなか許されたなかった。寛和2年（986年）正月に左大弁を兼ね、11月に正三位に至る。
一条朝初頭の永延元年（987年）7月に式部大輔、10月に左大弁を辞し、11月6日に薨去。享年54。

## 官歴
- 天暦8年（954年） 日付不詳：文章得業生
- 天暦9年（955年） 2月：丹後掾
- 天暦10年（956年） 10月：昇殿
- 天暦11年（957年） 正月：美乃権大掾。2月：六位蔵人。10月：対策及第
- 天徳2年（958年） 正月：式部少丞
- 天徳3年（959年） 正月：式部大丞
- 天徳4年（960年） 正月7日：従五位下（省労）、摂津権守。9月16日：昇殿
- 応和元年（961年） 3月25日：東宮学士（春宮・憲平親王）
- 応和2年（962年） 8月：民部少輔
- 応和4年（964年） 正月：権右少弁（学士如元）
- 康保2年（965年） 正月：兼美乃介
- 康保3年（966年） 正月：従五位上（策）。正月：右少弁
- 康保4年（967年） 正月5日：五位蔵人。5月25日：止蔵人（天皇依昇遐也）。6月：新帝蔵人。9月：東宮学士（春宮・守平親王、太子初立）
- 康保5年（968年） 正月13日：左少弁。2月5日：右中弁
- 安和2年（969年） 正月：讃岐権介、去弁[1]。2月7日：美乃介。6月20日：美乃権守。9月22日：従四位上（先坊学士。越階）
- 安和3年（970年） 正月28日：治部卿。8月6日：昇殿
- 天禄4年（973年） 正月28日：近江守
- 天延2年（974年） 6月27日：大学頭
- 天延4年（976年） 正月7日：正四位下（修理大学功）。6月16日：止大学頭
- 貞元2年（977年） 4月24日：蔵人頭。12月9日：民部権大輔
- 貞元3年（978年） 10月17日：右大弁
- 天元2年（979年） 10月2日：式部権大輔
- 天元4年（981年） 正月29日：参議、弁大輔如元。10月16日：式部大輔
- 天元5年（982年） 正月30日：伊予守。11月：上表辞大輔。12月4日：従三位（造宮行事賞）
- 天元6年（983年） 正月：辞大輔、不許。8月：辞大輔
- 永観2年（984年） 8月18日：春宮昇殿、朱雀院別当。11月30日：式部大輔如元
- 寛和2年（986年） 正月18日：左大弁、大輔如元。11月10日：正三位
- 永延元年（987年） 7月12日：止大輔。10月：辞大弁。11月6日：薨去[2]

## 系譜
- 父：大江維時
- 母：藤原遠忠の娘
- 妻：桜島忠信の娘
  - 次男：大江為基
- 生母不明の子女
  - 男子：寂照（962-1034） - 大江定基、北宋から円通大師の号、山村氏祖
  - 男子：大江成基
  - 男子：大江道基
  - 男子：大江尊基